# Stephanie Lawrence
Stephanie Lawrence (Newcastle, 16 dicembre 1949 – Londra, 4 novembre 2000) è stata un'attrice, cantante e ballerina inglese.

## Biografia
È stata attiva soprattutto in campo teatrale a Broadway e nel West End ed è nota soprattutto per le sue performance nei musical. Debutta sulle scene londinesi nel 1977 con il musical Bubbling Brown Sugar; nel 1982 sostituisce Elaine Paige come protagonista del musical Evita e poi, nel 1983, comincia a recitare nei panni di Grizabella in Cats, ruolo che le permette di cantare ogni sera Memory.
Nel 1983 interpreta Marilyn Monroe nel musical Marylin! e nel 1984 si unisce al cast del suo terzo musical di Andrew Lloyd Webber, Starlight Express. Nel 1990 interpreta Mrs. Johnson nel musical Blood Brothers: resta nel cast per tre anni e poi si trasferisce nella produzione di Broadway del musical. Per la sua interpretazione a New York vince il Theatre World Award e viene candidata al Tony Award alla miglior attrice protagonista in un musical.
È morta a Londra all'età di cinquant'anni per l'epatopatia alcolica di cui soffriva.

## Filmografia parziale
- Buster, regia di David Green (1988)
- Il fantasma dell'opera (The Phantom of the Opera), regia di Dwight H. Little (1989)